# Queso de Abredo

Ubicación del concejo de Coaña en Asturias

El queso de Abredo (también conocido como "queso d'Abreu") es un tipo de queso que se elabora en la comunidad autónoma del Principado de Asturias, en España.

## Elaboración
Este queso se elabora con leche de vaca. Tras pasteurizarla se le añaden fermentos lácticos y se revuelve con paletas para homogeneizar la mezcla. Cuando la temperatura de la leche es de 30-32 °C se añade cuajo industrial líquido. Tras unos 40 minutos se obtiene la cuajada, que se corta en trozos pequeños que se agitan unos minutos para que se desueren parcialmente. A continuación se lava con agua caliente añadida a 32º y se desuera nuevamente.
La masa se va colocando en moldes de plástico con agujeros y con paño en su base: tras 15 minutos de preprensado se prensa durante 15 horas. Posteriormente se sala, sumergiéndola en salmuera, durante 6-9 horas, y se orea una o dos horas. Por último los quesos pasan a la cámara, donde madurarán en un ambiente con un 80% de humedad y una temperatura de 10-14 °C. Diariamente se voltean para que maduren por igual, y tras una maduración de al menos quince días el queso está listo para su consumo.

## Características
Este queso, de pasta prensada y cuajada lavada, tiene un color amarillo pálido, con ojos mecánicos ocasionales. Es de forma cilíndrica, y tiene un interior blando de color blanco y una corteza fina de color amarillo. Su tamaño oscila entre los 0,5-1 kg.

## Zona de elaboración
La elaboración de este queso se realiza en la aldea de Abredo, localidad del concejo asturiano de Coaña.